# Памятная монета «Аист»
Памятная монета «Аист» (укр. пам'ятна монета «Лелека») — золотая памятная монета Национального банка Украины, посвящённая белому аисту. Была введена в оборот 23 апреля 2004 года. Относится к серии «Наименьшая золотая монета».

## Описание монеты и характеристики
| Номинал, гривен | Металл | Масса, г | Диаметр, мм | Качество изготовления         | Гурт    | Тираж, штук |
| --------------- | ------ | -------- | ----------- | ----------------------------- | ------- | ----------- |
| 2               | золото | 1,24     | 13,92       | специальное нециркулированное | гладкий | 10 000      |

### Аверс
На аверсе монеты в кольце из бусин изображен малый Государственный Герб Украины, над которым отмечен год чеканки монеты (2004); между кольцом и кантом монеты круговые надписи «УКРАИНА» (укр. УКРАЇНА, вверху), «2 ГРИВНЫ» (укр. 2 ГРИВНІ, внизу), а также обозначение металла (Au) и его пробы 999,9 (слева), масса (1,24 г) и логотип Монетного двора Национального банка Украины (справа).

### Реверс
На реверсе монеты изображён летящий белый аист и размещены надписи «лат. CICONIA CICONIA» (внизу) и «укр. ЛЕЛЕКА» (вверху).

## Авторы
- Автор эскизов и моделей — Владимир Демьяненко.

## Стоимость монеты
Стоимость монеты — 180 гривен (2004). Установлена Национальным банком Украины в период реализации монеты через его филиалы.